# Улица Академика Семенихина
У́лица Акаде́мика Семени́хина — улица в Обручевском районе ЮЗАО Москвы.

## История
Ранее — Проектируемый проезд № 4846.
Нынешнее название было присвоено постановлением Правительства Москвы от 15 сентября 2020 года в память о Владимире Сергеевиче Семенихине (1918—1990) — советском учёном, академике АН СССР (1972), Герое Социалистического Труда (1981), лауреате Ленинской (1985) и двух Государственных премий СССР (1970, 1976).

## География
Расположена в Обручевском районе ЮЗАО Москвы, между улицей Архитектора Власова и Профсоюзной улицей. Примерно посередине улицу пересекает Старокалужское шоссе.
На улице находится НИИ автоматической аппаратуры имени академика В. С. Семенихина.

### Транспорт

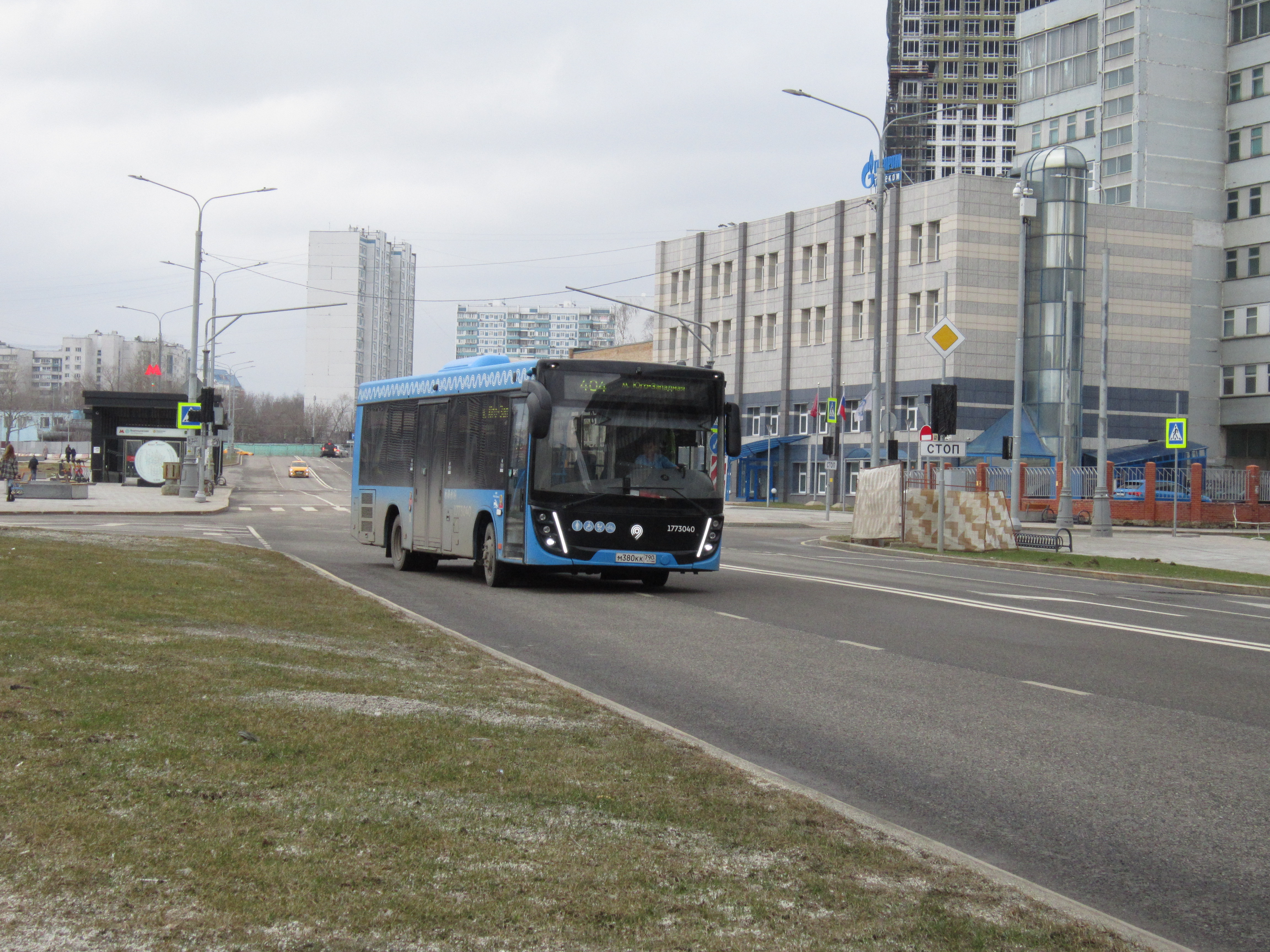
МАЗ-206.486, следующий по маршруту № 404, после поворота со Старокалужского шоссе. На заднем плане виден вестибюль станции

По улице от Старокалужского шоссе к Профсоюзной улице (только в указанную сторону и остановок не имеют) проходят маршруты автобусов м84, 226, 246, 404, 642, 699, 816, 938, 961, с923, с954.
Вблизи улицы расположены станции метро «Воронцовская» и «Калужская».